# Andreas Hartmanni (Rechtswissenschaftler, um 1432)
Andreas Hartmanni (eigentlich Andreas Becker, * um 1432 in Eppingen; † 1495?) war Professor an der Artistenfakultät und später an der Juristischen Fakultät der Universität Heidelberg, zu deren Rektor er ab 1463 insgesamt sieben Mal gewählt wurde. Er war außerdem zeitweise Hofrat unter den Kurfürsten Friedrich I. dem Siegreichen und Philipp.

## Leben
Andreas entstammte der Eppinger Ratsherrenfamilie Becker und immatrikulierte sich 1448 an der Universität Heidelberg. In Heidelberg latinisierte er seinen Nachnamen Becker zu Pistoris (nach lat. pistor für Bäcker) und gab sich den Beinamen Hartmannus, was eine latinisierte Form von hartman (mittelhochdeutsch für „kühner Mann“) ist. Er wird in den frühen Quellen zumeist als Hartmannus Becker (Pistoris) geführt. Später verzichtete er auf Becker und Pistoris, machte den Beinamen in Genitivform zum Nachnamen und verwendete wieder den alten Vornamen, so dass ihn spätere Quellen schließlich als Andreas Hartmanni kennen. Der Name Hartmanni wurde von Verwandten aus demselben Becker-Familienstamm übernommen. Sein etwas jüngerer Verwandter, der gleichnamige spätere Straßburger Kanoniker Andreas Hartmanni (um 1443–1507) durchlief in Heidelberg denselben Namenswandel von Becker über Pistoris zu Hartmanni, ein dritter wiederum jüngerer naher Verwandter, Hartmannus Hartmanni (um 1472–1510), immatrikulierte sich in Heidelberg 1488 bereits von Anbeginn unter diesem Namen.
1450 legte Andreas Hartmanni sein Examen als Baccalaureus ab, 1459 wurde er als Magister zum Dekan der Artistenfakultät. Danach studierte er römisches und kirchliches Recht. 1463 wurde er erstmals zum Rektor der Heidelberger Universität gewählt. In dieses Amt würde er insgesamt sieben Mal und damit so oft wie kein anderer Amtskollege gewählt werden. Er promovierte zum Doktor beider Rechte und wurde 1469 erneut Dekan der Artistenfakultät, anschließend Professor der juristischen Fakultät. Er war zeitweise Hofrat unter den Kurfürsten Friedrich I. dem Siegreichen und Philipp und erstellte mehrere juristische Gutachten für die Reichsstadt Heilbronn, von der er wohl bis zu seinem Tod Pfründe bezog. Von 1492 bis zu seinem Tod war er Dekan der juristischen Fakultät der Universität Heidelberg. Als solcher ist er im März 1495 noch im Amt nachgewiesen. Kurz darauf scheint er verstorben zu sein, da sein Lehrstuhl im Mai 1495 nicht mehr besetzt war.
Sein Sohn war der spätere Kurpfälzer Kanzler Hartmannus Hartmanni der Ältere.